# Четвертаково (Нижегородская область)
Четвертако́во — село в Арзамасском районе Нижегородской области на реке Иржа. Входит в состав Слизневского сельсовета.
Расположено в 20 км от Арзамаса, в 1 км от Семёнова.